# Claudio Langes
Pas d'image ? Cliquez ici
Claudio Langes est un pilote automobile italien né le 20 juillet 1960 à Brescia. Il a piloté en 1990 pour l'écurie suisso-italienne Eurobrun Racing.

## Biographie
Il débute en 1978 en karting où il se distingue comme un grand animateur. Il passe en monoplace mais ne parvient qu'à décrocher deux troisièmes places comme meilleur résultat en 1985 et 1988. En 1990, il accède à la Formule 1 et intègre l'écurie italienne Eurobrun Racing qui recherche les deniers de Langes pour financer le moteur Neotech qui ne verra jamais le jour. Après 14 non pré-qualifications, ce qui en fait le plus mauvais pilote de Formule 1 de tous les temps, l'écurie se retire. Après le fiasco Eurobrun, il se reconvertit dans le supertourisme jusqu'à l'orée des années 2000.

## Résultats en championnat du monde de Formule 1
| Saison | Écurie          | Châssis | Moteur  | Pneus   | GP disputés                  | Points inscrits | Classement |
| ------ | --------------- | ------- | ------- | ------- | ---------------------------- | --------------- | ---------- |
| 1990   | Eurobrun Racing | ER189B  | Judd V8 | Pirelli | 0 (14 non-préqualifications) | 0               | 39e        |

## Crédit d'auteurs
- (en) Cet article est partiellement ou en totalité issu de l’article de Wikipédia en anglais intitulé « Claudio Langes » (voir la liste des auteurs).